# Andrei Barbaixinski
Andrei Barbaixinski   (Aixmiani, 4 de maig de 1970) és un jugador d'handbol belarús, ja retirat, que va competir entre finals de la dècada de 1980 i començament del segle xx.
El 1992 va prendre part en els Jocs Olímpics de Barcelona, on guanyà la medalla d'or en la competició d'handbol amb l'equip unificat. Jugà 7 partits amb la selecció de l'Equip Unificat i 49 amb la selecció d'handbol de Belarús, en què marcà 19 i 134 gols respectivament. Amb la selecció sub-21 soviètica es proclamà campió del món el 1989 i guanyà el bronze el 1991.
A nivell de clubs jugà al SKA Minsk, Club Juventud Alcalá, Fotex Veszprém, VfL Hameln i TV Emsdetten. En el seu palmarès destaca la lliga i la copa russa de 1989, la lliga belarussa de 1995, i sobretot, la Copa d'Europa de 1989 i 1990.